# Heliconius laura
Heliconius laura är en fjärilsart som beskrevs av Heinrich Neustetter 1932. Heliconius laura ingår i släktet Heliconius och familjen praktfjärilar. Inga underarter finns listade i Catalogue of Life.